# Хатборо (Пенсилванија)
Хатборо (енгл. Hatboro) град је у америчкој савезној држави Пенсилванија.

## Демографија
По попису из 2010. године број становника је 7.360, што је 33 (-0,4%) становника мање него 2000. године.
| Група             | 2000.         | 2010.         |
| Белци             | 7.016 (94,9%) | 6.634 (90,1%) |
| Афроамериканци    | 144 (1,9%)    | 197 (2,7%)    |
| Азијати           | 78 (1,1%)     | 116 (1,6%)    |
| Хиспаноамериканци | 107 (1,4%)    | 316 (4,3%)    |
| Укупно            | 7.393         | 7.360         |